# Louis Chomel

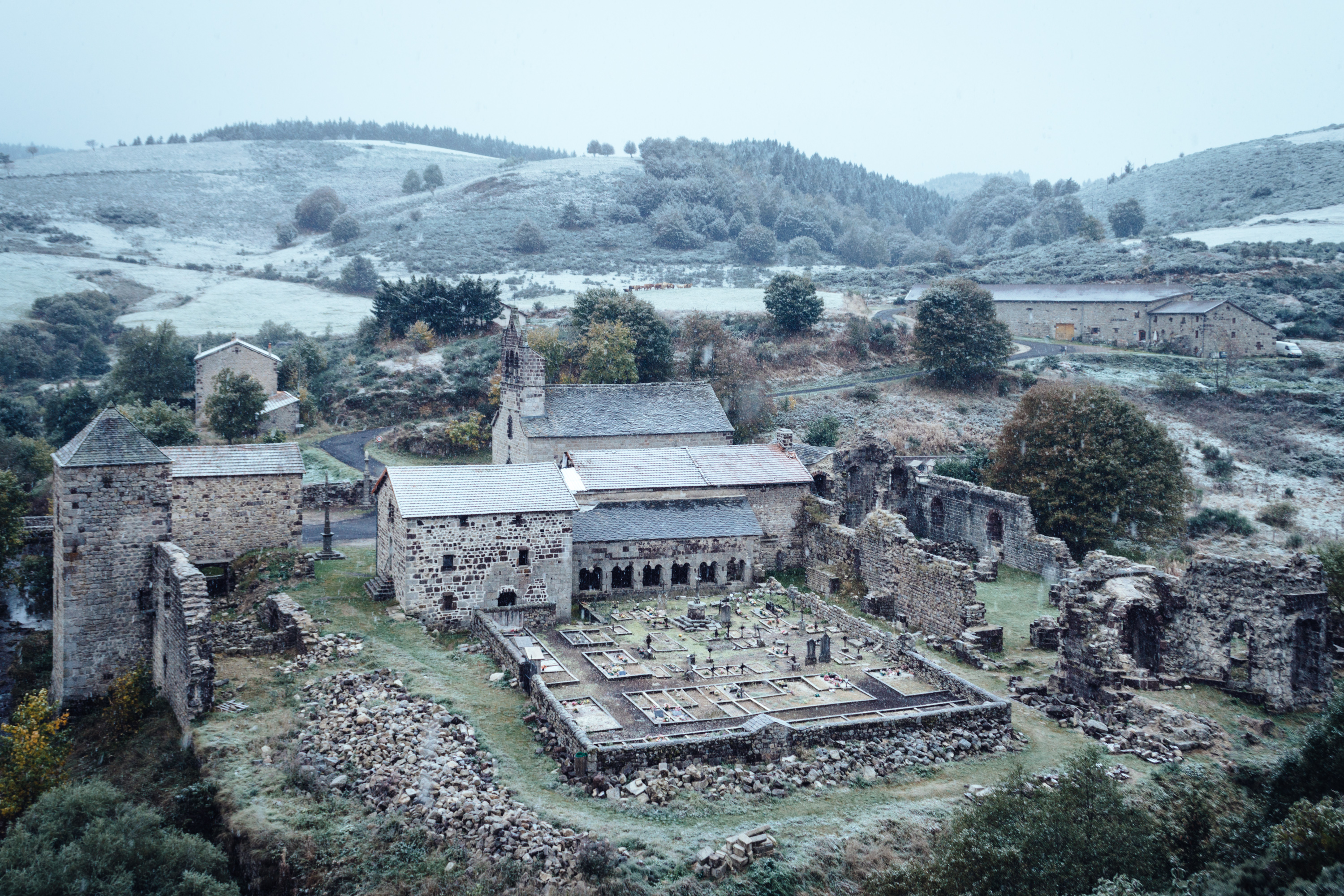
Voormalige abdij van Mazan in de Ardèche (Frankrijk)

Louis-Armand Chomel of Lodewijk II van Orange (1688 – Parijs, 25 mei 1780) was bisschop van Orange (1720-1731) en nadien titulair abt (1731-1780) van de abdijen van Mazan en Chaumont in het koninkrijk Frankrijk.

## Levensloop
Het eerste spoor over het leven van Chomel is de ceremonie waarin hij tot bisschop van Orange gewijd werd op 21 september 1720 in de Jezuïetenkerk van Parijs. Zijn vader werkte aan het hof van de hertog-regent Filips, die Frankrijk bestuurde in naam van de minderjarige koning Lodewijk XV. Een jaar later, in 1721, bekrachtigde de regent de bisschopsbenoeming nadat Chomel trouw gezworen had aan Lodewijk XV. 
Van 1720 tot 1722 teisterde de pest het prinsdom Oranje in Zuid-Frankrijk. Chomel bedelde bij de regent om hulpmiddelen voor de stad Orange. De hertog-regent schonk hem 30.000 zilverstukken, 1.200 balen graan, 60 runderen, 2.000 schapen en kisten met medicijnen. Zowel de regent als de prins van Conti verzekerden hem van de macht over de stadsraad van Orange en dit om orde op zaken te stellen in de geteisterde stad. Eind 1721 trok Chomel de stad binnen. Hij verdeelde de goederen, organiseerde elke dag missen in de kathedraal en sloot de stad af voor buitenstaanders. De quarantaine werkte aanvankelijk goed doch bleek niet waterdicht. Nieuwe gevallen van pest werden gemeld in de stad en de sfeer werd grimmiger. In 1721 nam luitenant-kolonel de Malisalle met 100 soldaten de macht over in Orange, op bevel van de hertog-regent. De soldaten fusilleerden burgers die de quarantaine niet respecteerden. 
In 1722 werd Orange officieel vrij verklaard van de pest. De gezondheid van bisschop Chomel was algemeen bekend als zwak. In 1730 trok Chomel zich terug in Parijs en in 1731 werd hij ontslagen als bisschop van Orange.
Chomel leefde verder, in goede gezondheid, nog 50 jaren als titulair abt van de cisterciënzerabdij van Mazan en als titulair abt van de koninklijke abdij van norbertijnen in Chaumont in Lotharingen.